# Taurillon de Juan Fernandez
Anairetes fernandezianus
Pour les articles homonymes, voir Taurillon (oiseau) et Taurillon (homonymie).
Espèce
Synonymes
- Culicivora fernandeziana Philippi, 1857 (protonyme)

Statut de conservation UICN

 EN C2a(ii) : En danger
Le Taurillon de Juan Fernandez (Anairetes fernandezianus) est une espèce d'oiseaux de la famille des Tyrannidae.

## Répartition
Cet oiseau est endémique de l'archipel Juan Fernández au large du Chili.